# Малая Алексеевка (Тамбовская область)
Малая Алексеевка — деревня в Петровском районе Тамбовской области России. Входит в Петровский сельсовет.

## География
Деревня расположена в 13 км по автодорогам к северо-западу от райцентра, села Петровское.

## История
Малая Алексеевка возникла в середине XIX века.
В 1862 году во владельческой деревне Алексеевка 2-го стана Липецкого уезда Тамбовской губернии — 21 двор, 94 мужчины и 89 женщин.
По данным начала 1883 года в деревне Малая Алексеевка Бутырской волости Липецкого уезда проживало 310 собственников из помещичьих крестьян в 46 домохозяйствах (159 мужчин и 151 женщина). К деревне относилось 267 десятин удобной надельной земли. Жителям деревни принадлежало 87 лошадей, 65 голов КРС, 428 овец и 7 свиней. Имелся 1 трактир или питейный дом. Был 1 грамотный мужчина.
По сведениям 1888 года к деревне также относились имения дворянина В. С. Плеханова и купца М. В. Крюкова, занимавшие в сумме 315 десятин земли (большей частью пахотной) и сдаваемые в аренду.
В 1911 году в деревне Малая Алексеевка — Бланково, находившейся в приходе села Новая Ситовка, было 55 дворов великороссов-земледельцев, проживало 438 человек (231 мужчина и 207 женщин).
В 1926 году в деревне Малая Алексеевка (Планково) Бутырской волости Липецкого уезда — 81 двор русских, 464 жителя (212 мужчин, 252 женщины).
До войны в деревне Самовецкого сельсовета насчитывалось 83 двора.
По сведениям карты 1989 года в деревне Малая Алексеевка было около 50 жителей.
В 2013 году Самовецкий сельсовет вместе с деревней Малая Алексеевка вошёл в состав Петровского сельсовета.

## Население
| 2010 |
| ---- |
| 14   |

В 2002 году население деревни составляло 25 жителей, все русские.
В 2010 году — 14 жителей (6 мужчин, 8 женщин).

## Инфраструктура
В деревне единственная улица — Душинина. Имеется небольшое кладбище.